# Tripora
Tripora es un género monotípico de plantas con flores perteneciente a la familia Lamiaceae. Su única especie es: Tripora divaricata (Maxim.) P.D.Cantino, es originaria de Asia.

## Descripción
Es una hierba perennifolia que alcanza un tamaño de hasta un metro de altura. Las hojas son simples, opuestas, con márgenes dentados. Las flores aparecen en verano, y son de color azul. Sólo una especie se encuentra clasificada en el género:

## Distribución
Tripora divaricata es nativa de Japón, pero al ser cultivada como planta ornamental se extendió por todos los países de clima templado.

## Taxonomía
Tripora divaricata fue descrita por (Maxim.) Philip Douglas Cantino y publicado en Systematic Botany 23(3): 382, en el año 1998 [1999].
Sinonimia
- Caryopteris chosenensis Moldenke
- Caryopteris divaricata Maxim.	basónimo
- Clerodendrum divaricatum Siebold & Zucc.
- Clerodendrum sieboldii Kuntze[2]